# 吉川祐介
吉川 祐介（よしかわ ゆうすけ、1981年1月29日 - ）は、日本の文筆家、YouTuber、ブロガーである。おもに千葉県北東部の放棄分譲地を扱ったブログ記事およびYouTube動画を投稿している。

## 来歴

### 生い立ち
静岡県静岡市出身。。高校を卒業した後はバスの運転手、コンビニエンスストアの店員、新聞配達などで生計を立てていた。2002年には仕事を求めて三重県桑名市の同和地区の近くに移住し、同和問題に関心を持ち、日本語版ウィキペディアに「藤元真二」名義で部落解放同盟全国連合会の記事を立項したこともある。文筆家として生計を立てるようになるまでの人生について吉川は、進学や就職にあまり熱心ではなく、「けっして順風満帆といえるものではなかった」と述べている。

### ブロガーとして
吉川が限界ニュータウンに関心を寄せたのは2017年のことである。結婚を機に安価で広い家を求めて千葉県八街市の賃貸物件へ転居したのがきっかけであった。転居後の吉川夫妻は将来的に安価な中古住宅を購入するために、千葉県北東部の物件を見学するようになった。そこで辺鄙な立地の雑木林と化した分譲地や空き家が多数売りに出されていることを知った。しかしそれらの分譲地の詳細を調べようとしてもインターネット上ではいくつかの論文がヒットするのみで、詳細な情報はほとんど見つからなかったという。予算の問題でこれらの分譲地への転居を検討している人々と情報交換をするために、2017年に分譲地の探訪録を扱うブログ「URBANSPRAWL -限界ニュータウン探訪記-」を設立した。媒体としてSNSや動画投稿ではなくブログを選択した理由は「ネット環境にあまり興味がなく、なにが流行しているのか知らなかった」からだという。また、分譲地を調べ始めたきっかけについて、若い頃から様々な事物を深堀りして調べることが好きだったのも要因のひとつであると述べている。ブログの開設当初はほとんど反響がなかったが、Twitter（現X）を開設したことをきっかけに不動産業界関係者や都市問題に関心を持つ人々を中心に注目を浴びるようになった。吉川は、読者層が当初想定していた郊外分譲地に居を構える人々でないことを「予想外だった」と述べている。はてなブックマーク上でのタグ付けも元々の「ローカル・タウン情報」から「政治」「社会問題」となっていき、それに合わせてブログの内容も「限界ニュータウン」にまつわる都市問題を扱うものへと変化していった。
2021年3月にはブログの読者であった太郎次郎社エディタスの編集者から『限界ニュータウン : 荒廃する超郊外の分譲地』の出版の話が来た。書籍の執筆を始めるようになると当時勤めていた運送業との両立が困難になったためコンビニエンスストアでのアルバイトで生計を立てるようになり、2022年2月には書籍の宣伝のためにYouTubeチャンネル「資産価値ZERO -限界ニュータウン探訪記-」を開設した。同チャンネルの動画は2022年10月時点では90万再生を超すものもある。同書は2022年10月に発売されるとネット上を中心に反響を呼び、11月5日時点で第3刷となる好評を博した。2023年2月11日時点では第4刷、累計1万部に達している。太郎次郎社エディタスの担当者は同書の人気について「著者のブログやユーチューブから広がり、不動産や都市問題に関心がある人に届いているようだ」と述べている。また、2022年現在ではメディアに記事を寄稿するライターとしても活動しているほか、取材対象も千葉県の限界分譲地に限らず乱開発された別荘地や原野商法など、かつての不動産投資の負の遺産へと広げて活動を続けている。

## 評価
放送大学教授で社会学者の松原隆一郎は『限界ニュータウン : 荒廃する超郊外の分譲地』の書評において「実名情報と辛辣（しんらつ）な指摘、徹底的な資料蒐集（しゅうしゅう）」が注目を浴びた要因だと述べ、吉川について「鋭い観察眼に唸（うな）らされる。不動産業者でもない著者は何者なのか。それが最大の謎だ」と評している。また、『限界分譲地 : 繰り返される野放図な商法と開発秘話』の書評においては｢巧みな文体で批判精神も逞（たくま）しい、新たな不動産ジャーナリズムの誕生だ｣と評している。
東京大学准教授の高谷幸は『限界分譲地 : 繰り返される野放図な商法と開発秘話』について「「限界分譲地」に自ら暮らす著者の冷静な筆致」だと評している。また、同書はジュンク堂書店池袋本店2024年1月7日 – 13日の新書売り上げランキングで5位にランクインしている。

## 著書
- 『限界ニュータウン : 荒廃する超郊外の分譲地』太郎次郎社エディタス、2022年。ISBN 978-4-8118-0850-5。[23]
- 『限界分譲地 : 繰り返される野放図な商法と開発秘話』朝日新聞出版、2024年。ISBN 978-4-02-295252-3。[24]
- 『バブルリゾートの現在地 区分所有という迷宮』角川新書、2025年。ISBN 9784040824994。[25]